# 6428 Барлах
6428 Барлах (6428 Barlach) — астероїд головного поясу, відкритий 17 жовтня 1960 року.
Тіссеранів параметр щодо Юпітера — 3,404.